# Neerwinden

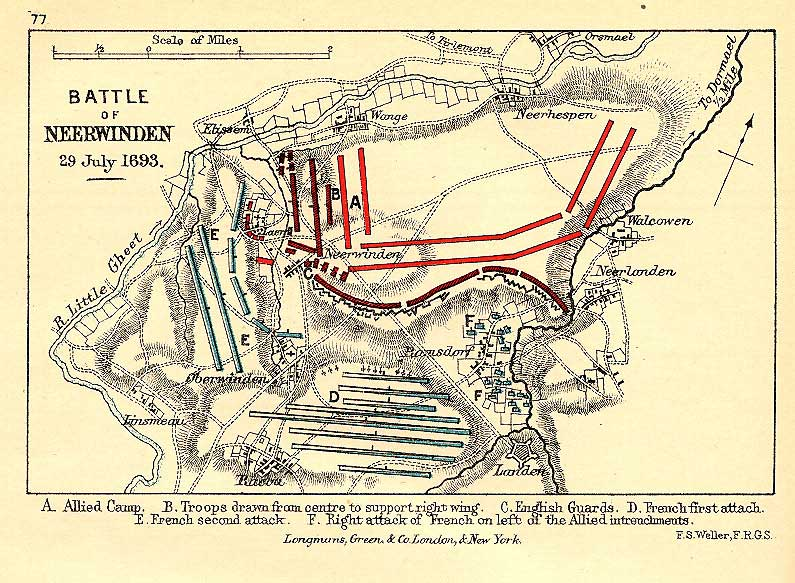
Schlachtverlauf 1693

Neerwinden ist ein Teilort von Landen in der belgischen Provinz Flämisch-Brabant (1815–1962: Provinz Lüttich).

## Geschichte
Der Ort wurde durch zwei Schlachten bekannt:
- In der Schlacht bei Neerwinden am 29. Juli 1693 (auch Schlacht bei Landen genannt) siegten die französischen Truppen unter Marschall François-Henri de Montmorency-Luxembourg über die verbündeten Holländer und Engländer unter Wilhelm von Oranien.
- In der Schlacht bei Neerwinden am 18. März 1793 siegten die österreichischen Truppen unter dem Prinzen Josias von Coburg und dem Feldzeugmeister Charles de Croix Clerfait über die Franzosen unter General Charles-François Dumouriez. Daraufhin mussten die Franzosen die Österreichischen Niederlande räumen.[1]

## Persönlichkeiten
- Clément Pansaers (1885–1922), Dichter, Schriftsteller und Herausgeber französischer Sprache